# Корналовичі (заказник)
Корна́ловичі — лісовий заказник місцевого значення в Україні. Розташований в межах Самбірського району Львівської області, на південний захід від села Корналовичі. 
Площа 88 га. Оголошений відповідно до рішення Львівської обласної ради від 11.10.2005 року № 426. Перебуває у віданні Самбірський ДЛГ (Дублянське лісництво, кв. 4, вид. 1). 
Статус присвоєно з метою проведення моніторингу за розвитком вікового лісового масиву в басейні річки Дністер. Переважають грабово-дубові деревостани з домішкою липи та явора. Лісовий масив відзначаються високою продуктивністю і багатством видового складу.